# Сороковий Клин
Соро́ковий Клин —  село в Україні, у Ямпільській селищній громаді Шосткинського району Сумської області. Населення становить 45 осіб. До 2020 орган місцевого самоврядування — Воздвиженська сільська рада.

## Географія
Село Сороковий Клин знаходиться на відстані 1,5 км від сіл Воздвиженське та Зелена Діброва.

## Історія
12 червня 2020 року, відповідно до розпорядження Кабінету Міністрів України № 723-р «Про визначення адміністративних центрів та затвердження територій територіальних громад Сумської області», село увійшло до складу Ямпільської селищної громади.
19 липня 2020 року, в результаті адміністративно-територіальної реформи та ліквідації Ямпільського району, село увійшло до складу новоутвореного Шосткинського району.